# Pheidole scabriuscula
Pheidole scabriuscula är en myrart som beskrevs av Gerstaecker 1871. Pheidole scabriuscula ingår i släktet Pheidole och familjen myror. Inga underarter finns listade i Catalogue of Life.